# Kivijärvi (sjö i Padasjoki, Päijänne-Tavastland)
Kivijärvi är en sjö i kommunen Padasjoki i landskapet Päijänne-Tavastland i Finland. Sjön ligger 124,6 meter över havet. Arean är 41 hektar och strandlinjen är 6,03 kilometer lång. Sjön  ingår i Kymmene älvs huvudavrinningsområde.   Den ligger omkring 59 km nordväst om Lahtis och omkring 140 km norr om Helsingfors. 
I sjön finns ön Kalliosaari. 